# Нингирсу
Нинги́рсу (шумер. «Повелитель Гирсу») — бог войны (к II тысячелетию до н. э.; «Эпос Анзуда»), земледелия в шумерской мифологии. Один из божеств, входящих в круг богов государства Лагаш.
Нингирсу тождественен богу Нинурта.

## Происхождение
Сын Энлиля; супруг локальной богини Лагаша Бау (также Баба). Священный брак упоминается в текстах Гудеи (ок. 2144-2124 годы до н.э.).
У них родились два сына — Иг-алима и Шул-шагана. У Бау было ещё 7 дочерей, но Нингирсу не приходился им отцом.
Брат Нанше и Нисабы, также входящих в лагашский круг богов.

## Изображение

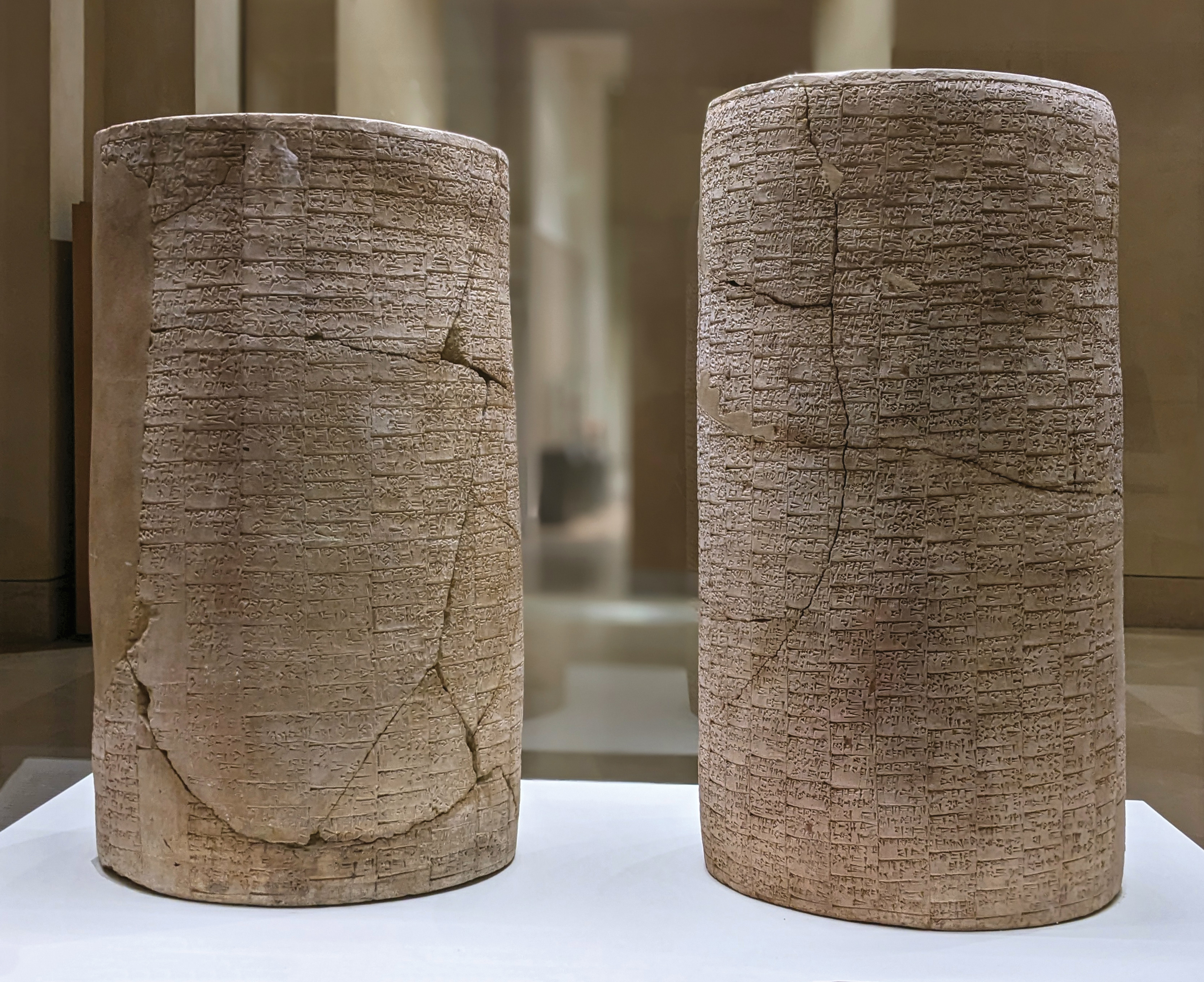
Гудейские цилиндры (ок. 2125 год до н. э.) описывают, как правитель Лагаша увидел сон с повелением и перестроил храм Нингирсу в Лагаше

Эмблема и символический зверь Нингирсу — львиноголовый орёл Анзуд. Как и Нинурта, Нингирсу владеет оружием богов шаруром (волшебной говорящей булавой). В гимне Гудеа говорится о победах Нингирсу над шестиголовой овцой, семиголовым львом, «добрым драконом», «львом, ужасом богов» и др. Старовавилонская версия мифа о птице Анзу (Анзуд) называет Нингирсу победителем птицы, в то время как в более поздних текстах им назван Нинурта.

## Культ
Нингирсу называют «верховным пахарем Энлиля», «владыкой земледелия», который следит за порядком на полях и каналах. Наиболее подробные сведения о Нингирсу содержатся в гимнах правителя Гудеа (XXII век до н. э.) о храмовых постройках в Лагаше, где у Нингирсу появляется титул «жрец — очиститель Ану». Храм Нингирсу в Лагаше — Энинну («храм пятидесяти»). Нингирсу сравнивается с богом-судьёй Иштараном (Сатараном), как божество, устанавливающее справедливость.